# Lepidobero
Lepidobero is een monotypisch geslacht van straalvinnige vissen uit de familie van de donderpadden (Cottidae).

## Soorten
- Lepidobero sinensis K. J. Qin & X. B. Jin, 1992